# Sense rastre (sèrie de televisió)
Sense rastre (títol original, Sin huellas) és una sèrie de televisió per internet espanyola de comèdia negra i western contemporani creada per Carlos de Pando, Sara Antuña, Gabi Ochoa i Héctor Beltrán per a Amazon Prime Video. Està produïda per Zeta Studios i protagonitzada per Carolina Yuste i Camila Sodi. Es va estrenar el 17 març de 2023 amb doblatge i subtítols en català.

## Trama
La sèrie segueix dues netejadores, la Desi (Carolina Yuste) i la Cata (Camila Sodi), que recentment les han fet fora de la feina de la nit al dia. Les noies veuen la solució als seus problemes en un encàrrec que consisteix a netejar la mansió dels Roselló, una de les famílies més poderoses d'Alacant. No obstant això, tot es posa cap per avall quan es troben amb el cadàver de la dona i, a més, descobreixen que han deixat l'escena del crim completament neta, la qual cosa les ficarà en més d'un problema amb molta gent.

## Repartiment

### Principal
- Carolina Yuste com a Desiré "Desi" Montaya
- Camila Sodi com a Catalina "Cata" Prado

### Secundari
- Silvia Alonso com Irene
- Leonardo Ortizgris com a Ubaldo
- Borja Luna com a Néstor Máñez
- Pastora Vega com a Mariana (episodi 1; episodi 4 - episodi 6; episodi 8)
- María Esteve com a Marisa Roselló (episodi 1; episodi 6 - episodi 7)
- Adrian Grösser com a Luís
- Beka Lemonjava com a Serguei Poliakoff
- Pavel Anton com a Yuri Poliakoff
- Abraham Arenas com a Miguel Montoya (episodi 1 - episodi 5; episodi 8)
- Álex Gadea com a Edaurdo Roselló (episodi 2 - episodi 8)
- Adriana Torrebejano com a Lucrecia Pallarés (episodi 2; episodi 4 - episodi 8)
- Jaroslaw Bielski com a Esteban Poliakoff (episodi 2 - episodi 7)

### Recurrent
- Bruno Oro com a Quique (episodi 1; episodi 4 - episodi 5; episodi 8)
- Sara Nieto com a Gloria (episodi 1; episodi 3; episodi 8)
- Mia Martínez com a Esmeralda (episodi 1; episodi 3; episodi 8)
- Noah Domínguez com a Jenny (episodi 1 - episodi 3; episodi 8)
- Manuela Rubio com a Teresa (episodi 2 - episodi 3; episodi 6; episodi 8)
- Jorge Suquet com a Joaquín (episodi 2; episodi 4 - episodi 5; episodi 7 - episodi 8)
- Gaile Butvilaite com a Marlene (episodi 3 - episodi 8)
- Abril Borrás com a Sofia (episodi 4 - episodi 6; episodi 8)
- Iván Morales com el comissari Banyuls (episodi 4; episodi 6 - episodi 7)
- Mar del Hoyo com a Rosa (episodi 5 - episodi 6; episodi 8)

## Episodis
| Núm. | Títol                 | Direcció                                | Guió                                                         | Data d'emissió original |
| ---- | --------------------- | --------------------------------------- | ------------------------------------------------------------ | ----------------------- |
| 1    | «Bamboleo»            | Paco Caballero                          | Carlos de Pando, Sara Antuña, Gabriel Ochoa i Héctor Beltrán | 17 de març de 2023      |
| 2    | «Brossa»              | Paco Caballero                          | Carlos de Pando, Sara Antuña, Gabriel Ochoa i Héctor Beltrán | 17 de març de 2023      |
| 3    | «Fugitives»           | Koldo Serra                             | Carlos de Pando, Sara Antuña, Gabriel Ochoa i Héctor Beltrán | 17 de març de 2023      |
| 4    | «Les coses clares»    | Paco Caballero                          | Carlos de Pando, Sara Antuña, Gabriel Ochoa i Héctor Beltrán | 17 de març de 2023      |
| 5    | «Dakota»              | Samantha López Speranza y Gemma Ferraté | Carlos de Pando, Sara Antuña, Gabriel Ochoa i Héctor Beltrán | 17 de març de 2023      |
| 6    | «Sabates noves»       | Samantha López Speranza                 | Carlos de Pando, Sara Antuña, Gabriel Ochoa i Héctor Beltrán | 17 de març de 2023      |
| 7    | «La cacera»           | Koldo Serra                             | Carlos de Pando, Sara Antuña, Gabriel Ochoa i Héctor Beltrán | 17 de març de 2023      |
| 8    | «El salvatge Alacant» | Koldo Serra                             | Carlos de Pando, Sara Antuña, Gabriel Ochoa i Héctor Beltrán | 17 de març de 2023      |

## Producció
El 20 de setembre de 2021, Amazon Prime Video va anunciar que havia donat llum verda a una sèrie de comèdia negra creada i escrita per Carlos de Pando, Sara Antuña, Gabi Ochoa i Héctor Beltrán, que estaria produïda per Zeta Studios i dirigida per Paco Caballero, Gema Ferraté, Samantha López Speranza i Koldo Serra. El novembre de 2021, es va anunciar que el rodatge de la sèrie havia començat a la província d'Alacant, particularment en el centre de la ciutat d'Alacant i l'avinguda de la Vila Joiosa, amb un repartiment format per Carolina Yuste, Camila Sodi, Silvia Alonso, Borja Luna, Álex Gadea, Adrian Grösser, Adriana Torrebejano, Leonardo Ortizgris i Pastora Vega.

## Llançament i màrqueting
La sèrie va ser presentada per primera vegada als mitjans el 8 de maig de 2022. El 26 de gener de 2023, Amazon Prime Video va treure el primer anunci d'intriga de la sèrie i va anunciar que la sèrie s'estrenaria el març de 2023.